# 眼斑眶鋸雀鯛
眼斑眶鋸雀鯛，又稱珠點固曲齒鯛、眼斑椒雀鯛，俗名為厚殼仔，為輻鰭魚綱鱸形目雀鯛科的其中一種。

## 分布
本魚分布於印度太平洋區，包括東非、馬爾地夫、琉球群島、台灣、中國南海、菲律賓、印尼、澳洲、豪勳爵島、馬貴斯群島、夏威夷群島、新喀里多尼亞、新幾內亞、所羅門群島、法屬玻里尼西亞等海域。

## 深度
水深1至40公尺。

## 特徵
本魚體側扁，近圓形。口小，魚體深褐色，幼魚體色較淡；全身佈滿藍色小斑點，成魚則在頭部與背部佈滿淡藍色點，尾鰭凹形，呈黃色，背鰭硬棘12枚、背鰭軟條16至18枚、臀鰭硬棘2枚、臀鰭軟條13至14枚。體長可達10公分。

## 生態
本魚在水質清澈，水流緩慢的海域，幼魚常躲藏於礁石下，成魚具領域性，有藻耕行為，產黏著卵。屬雜食性，以藻類及小型底棲甲殼類為食。

## 經濟利用
為觀賞性魚類。